# Black Daisy
Black Daisy — ирландская рок-группа, которая вместе с Шинейд Малви представляла свою страну на конкурсе песни Евровидение 2009, проходившем в Москве, с песней «Et cetera» (рус. И так далее). Финалистки конкурса «You’re a star».

## История
Группа была образована в Дублине в 2007 году. В первоначальный состав входили Стефф Кефри (англ. Steff Caffrey; гитара, вокал), Николь Биллингс (англ. Nicole Billings; бас-гитара, бэк-вокал), Аста Миллерин (англ. Asta Milleriene; ударные) и Лесли-Энн Хэлви (англ. Lesley-Ann Halvey; вокал). Позднее Стефф Кефри покинула группу.
20 февраля 2009 года участницы группы, вместе с певицей Шинейд Малви выиграли ирландский отборочный конкурс на Евровидение, с песней «Et Cetera». 14 мая группа выступила на конкурсе (во втором полуфинале). Выступление прошло не очень удачно — и с результатом в 52 балла группа финишировала 11-й, отстав всего на несколько баллов от десятой позиции, позволившей бы им пройти в финал Евровидения. Больше всего баллов (10) ирландские конкурсантки получили от Дании.